# 皮濟河
皮濟河是俄羅斯的河流，屬於布伊河的右支流，河道全長115公里，流域面積2,210平方公里，發源自彼爾姆邊疆區，最終在巴什科爾托斯坦共和國和烏德穆爾特共和國之間注入布伊河。

## 外部連結
- Piz in State Water Register of Russia （页面存档备份，存于）